# Даут

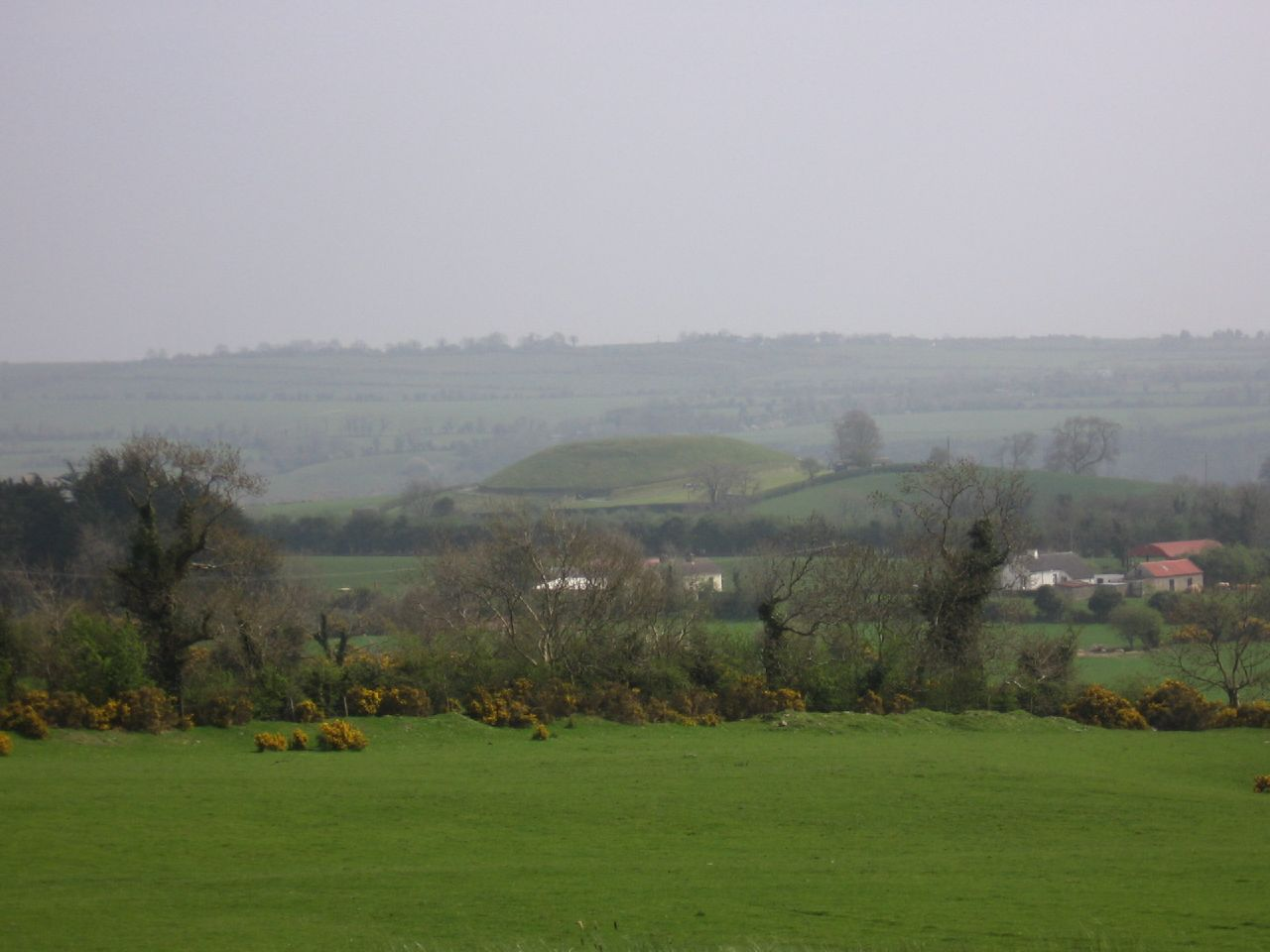
Курган Даут (на заднем плане)

Даут (англ. Dowth, ирл. Dubhadh) — один из археологических памятников-гробниц, входящих в состав археологического комплекса Бру-на-Бойн на реке Бойн в графстве Мит, Ирландия. По своему размеру Даут приближается к такой крупной гробнице, как Ньюгрейндж.
Курган построен в тот же период более 5000 лет назад.
Был подвергнут очень непрофессиональным раскопкам в 1847 году, обнаружены две проходные гробницы, но курган был сильно поврежден в процессе. Проходные гробницы гораздо менее впечатляющи, чем Ньюгрейндж или Ноут, с более короткими проходами и более низкими крышами. Обе находятся на западной стороне кургана, они называются Даут-Север и Даут-Юг.
Северный проход имеет длину 14 метров; камера имеет крестообразную форму с пристройкой в углублении справа, крыша камеры изогнута и имеет высоту 3 метра.
Южный проход Даута имеет длину всего 3,5 метра с простой круглой камерой и единственным углублением справа; первоначальная крыша давно обрушилась и была заменена бетонной крышей. Проход Даут-Юг имеет ориентацию на лучи солнца: закат солнца зимнего солнцестояния освещает проход и камеру около 3 часов дня в дни зимнего солнцестояния.
Ньюгрейндж, Ноут и Даут расположены к северу от реки Бойн, однако доступ к Ньюгрейнджу и Ноуту осуществляется через Центр для посетителей, расположенный на южном берегу реки, к кургану Даут нет публичного доступа к двум проходным камерам.
Энн-Мари Морони наблюдает за зимними закатами в Дауте с 1997 года. С начала октября до конца февраля солнце посылает свои лучи с юго-запада в камеру. По мере того как солнце постепенно опускается в небе к зимнему солнцестоянию, луч сначала проходит по камню подоконника, затем входит в камеру и, наконец, светит прямо на камни в задней части камеры.
Символы солнца на бордюрном камне в Дауте похожи на символы на заднем камне Лафкру (Loch Craobh). Семь символов солнца, предположительно могут иметь астрономическое или календарное назначение.
В связи с археологическими раскопками, с 2007 года гробница закрыта для публичного посещения.